# Памятник Джорджу Армитстеду
Памятник Джорджу Армитстеду в Риге, возле городского канала, установлен по инициативе и на средства рижского мецената Евгения Гомберга и открыт во время визита в латвийскую столицу британской королевы Елизаветы II. 
Авторы памятника — скульптор Андрис Варпа, архитектор Кристине Визиня, художник по металлу Денис Гочияев (Санкт-Петербург).

## Расположение
Открыт в октябре 2006 года в зоне зелёных насаждений вдоль Городского канала напротив здания Латвийской Национальной оперы, недалеко от моста Тимма. Памятник был создан на средства мецената Евгения Гомберга. Памятник представляет собой бронзовые фигуры рижского градоначальника Джорджа (в русской рижской дореволюционной традиции — Георгия Ивановича) Армитстеда, прогуливающегося со своей супругой Сесилией Пихлау и маленькой собачкой породы чау-чау. На церемонии открытия памятника присутствовала королева Великобритании Елизавета II.

## Об Армитстеде
Джордж Армитстед, родившийся в Риге в 1847 году в семье потомственных шотландских торговцев, был избран на пост мэра Риги в 1901 году и находился на должности градоначальника до своей смерти в 1912 году. Время его пребывания на этом посту совпало с периодом торгово-экономического расцвета города и с беспрецедентным промышленным ростом, который был связан с тем, что Риге выделялись крупные субсидии из военного ведомства Российской Империи. Главная заслуга Джорджа Армитстеда заключается в эффективной реализации богатого потенциала Риги, что привело к существенному улучшению жизни горожан. В итоге Рига обрела экономическую привлекательность в глазах жителей других российских городов (особенно инженеров), которые стремились попасть в центр Лифляндии в целях трудоустройства. Армитстед снискал славу лучшего градоначальника Российской империи начала XX века: при нём Рига приобрела тот архитектурный облик, который сделал её столицей югендстиля, был устроен водопровод, трамвайное сообщение.

## Подготовительные работы, обсуждение
3 декабря 1912 года Рижская Дума приняла решение установить памятник скончавшемуся 17.11.1912 г. Джорджу Армитстеду — «бюст на гранитном постаменте возле моста Тимма», то есть возле здания Немецкого театра. Однако в связи со скорым началом военных действий проект так и не был реализован.
В 2004 году меценат и предприниматель Евгений Гомберг отправил мэру Риги Айвару Аксеноку письмо с предложением установить бюст в соответствии с решением Думы от 1912 года.
Позже стало известно, что королева Великобритании Елизавета II посетит Латвию с визитом. Так как Армитстед был подданным королевы Виктории и гражданином Соединённого Королевства вплоть до вступления в должность мэра Риги, открытие памятника включили в программу визита монарха.
Председатель Совета по памятникам Ояр Спаритис предложил не ограничиваться бюстом, а создать памятник Армитстеду в полный рост. Работу над бюстом отложили. Скульптор Андрис Варпа предложил изобразить Джорджа Армитстеда с супругой, а Евгений Гомберг — дополнить собачкой чау-чау, подобной той, что была в его семье. В обсуждении вопроса принимал участие Родни Редклифф, правнук Армитстеда, проживающий в Лондоне. Ояр Спаритис предложил разместить собаку позади семейной пары, но Гомберг настоял, что собака обычно идёт перед хозяевами.
Рассматривался вариант установить памятник в пешеходной зоне на улице Калькю напротив здания гостиницы «Отель де Рома», однако Посол Великобритании г-н Иан Бонд остроумно заметил, что «Макдональдс» на заднем плане создает не лучший фон для фотографий с королевой. В итоге разместили памятник на берегу Городского канала, как и было решено в 1912 году. Отливали скульптуру в мастерской Дениса Гочияева, в Санкт-Петербурге.
Автор памятника, известный латвийский скульптор Андрис Варпа является также автором бронзовых памятников поэту Карлису Падегсу (1998), художнику Волдемару Ирбите (1999 год) и лауреату Нобелевской премии по химии, рижанину Вильгельму Оствальду (2001).
Открытие памятника состоялось 18 октября 2006 года и совпало с визитом британской королевы. В торжественной церемонии участвовали Её Величество Елизавета II и президент Латвии Вайра Вике-Фрейберга. Памятник королеве понравился.
Скульптуру Евгений Гомберг подарил рижскому муниципалитету. При дарении её стоимость была оценена в 108 500 латов.
Изготовленный ранее бронзовый бюст Армитстеда 29 октября 2007 года установили на гранитном постаменте в живописном районе декоративного модерна, на лужайке перед Стокгольмской Высшей школой экономики на улице Стрелниеку, 4a.